# Bellingen (Australia)
Bellingen – miasto w Australii, w stanie Nowa Południowa Walia.